# Evil (catch)
Takaaki Watanabe (渡辺 高章, Watanabe Takaaki) ,né le 26 janvier 1987, est un catcheur japonais. Il travaille actuellement à la New Japan Pro Wrestling sous le nom de Evil (stylisé "EVIL").
Il est un ancien une fois Champion Poids Lourds IWGP et Champion Intercontinental IWGP. 

## Carrière

### New Japan Pro Wrestling (2011-2013)
Lors de NJPW 40th Anniversary Show, lui, Hiromu Takahashi et Tama Tonga perdent contre Apollo 55 (Prince Devitt et Ryusuke Taguchi) et Kushida.

### Ring of Honor (2014–2015)
Lors de War of the Worlds (2014), lui et Forever Hooligans (Rocky Romero et Alex Koslov) perdent contre ACH, Matt Taven et Tommaso Ciampa.
Lors de Field of Honor (2015), il bat Dalton Castle, Adam Page, Frankie Kazarian, Silas Young, Luke Williams, Moose, Donovan Dijak et Cedric Alexander dans un Nine-Way Gauntlet Match et remporte un match de championnat pour le ROH World Television Championship. Le 19 septembre, il perd contre Jay Lethal et ne remporte pas le ROH World Television Championship.
Lors de Death Before Dishonor XIV, lui et Tetsuya Naitō perdent contre The Addiction (Christopher Daniels et Frankie Kazarian) dans un Triple Threat Tag Team Match qui comprenaient également Hiroshi Tanahashi et Michael Elgin et ne remportent pas les ROH World Tag Team Championship. Lors de Field Of Honor 2016, il perd contre Bobby Fish et ne remporte pas le ROH World Television Championship.
Lors de ROH Honor United: Edinburgh, lui et Sanada battent The Addiction. Lors de ROH Honor United: London, il perd contre Dalton Castle et ne remporte pas le ROH World Championship.

### Retour à la New Japan Pro Wrestling (2015-...)

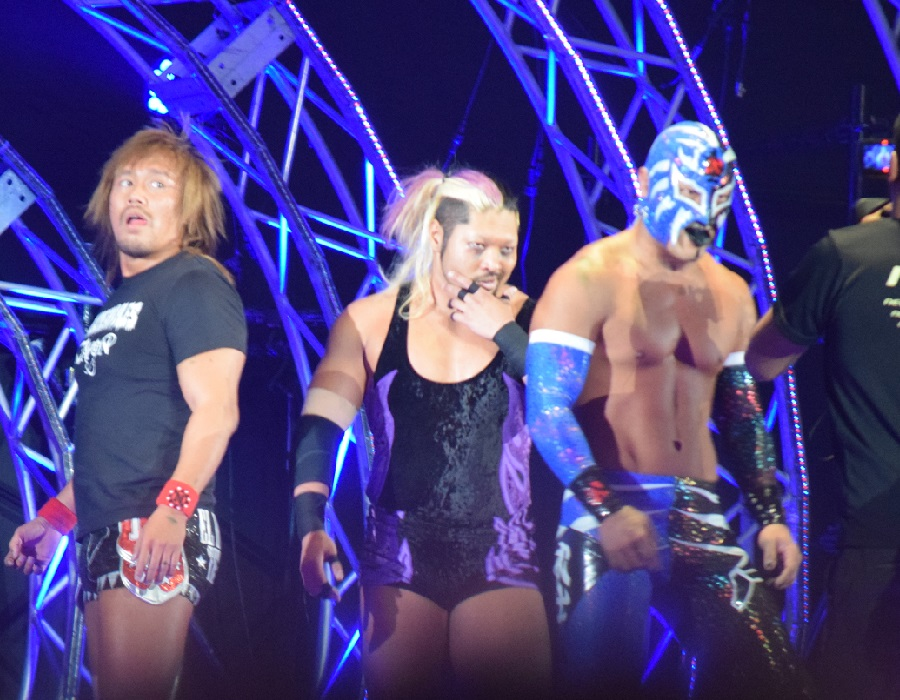
Evil avec Los Ingobernables de Japón en Février 2016

Il effectue son retour à la NJPW lors de King of Pro-Wrestling, en se révélant comme le nouveau partenaire de Tetsuya Naitō durant le match de ce dernier contre Hiroshi Tanahashi, mais son intervention dans le match a été stoppée par Hirooki Goto et Katsuyori Shibata, conduisant à la défaite de Naitō. Dans une interview d' après-match, Naito a donné a Watanabe le nouveau nom de "King of Darkness" Evil.En vertu de son nouveau nom, Evil rejoint le groupe de Naitō, Los Ingobernables de Japón. Il participe ensuite au World Tag League 2015 avec Tetsuya Naitō, ou ils remportent cinq de leur matchs, se qualifiant pour la finale du tournoi,. Le 9 décembre, ils perdent en finale du tournoi contre Great Bash Heel (Togi Makabe et Tomoaki Honma). Lors du premier tour de la New Japan Cup 2016, il perd contre Tomohiro Ishii. Le 20 mars 2016, il perd contre Tomohiro Ishii et ne remporte pas le ROH World Television Championship. Lors de Wrestling Dontaku 2016, il bat Hirooki Goto. Il intègre durant fin juillet le tournoi G1 Climax, où il termine le tournoi avec un record de quatre victoires et cinq défaites, mais il réussit à remporter deux grandes victoires en battant le IWGP Intercontinental Champion Michael Elgin et le NEVER Openweight Champion Katsuyori Shibata. Lors de King of Pro-Wrestling, lui, Bushi, Sanada et Tetsuya Naitō perdent contre Hiroshi Tanahashi, Jay Lethal, Kushida et Michael Elgin. 
Lors de Power Struggle 2016, il bat Katsuyori Shibata et remporte le NEVER Openweight Championship. Le 15 novembre, il perd le titre contre Katsuyori Shibata. Lors de Wrestle Kingdom 11, lui, Bushi et Sanada remportent les NEVER Openweight 6-Man Tag Team Championship dans un Gauntlet Match. Le lendemain, ils perdent les titres contre Hiroshi Tanahashi, Manabu Nakanishi et Ryusuke Taguchi. Lors de The New Beginning in Osaka, ils battent Hiroshi Tanahashi, Manabu Nakanishi et Ryusuke Taguchi et remportent les NEVER Openweight 6-Man Tag Team Championship pour la deuxième fois. Lors de la première journée de Honor Rising: Japan 2017, ils conservent leur titres contre Delirious, Jushin Thunder Liger et Tiger Mask. Lors du premier tour de la New Japan Cup 2017, il bat Hiroshi Tanahashi. Lors du second tour, il bat Yūji Nagata. Lors des Demi-Finales, il perd contre Bad Luck Fale et est éliminé du tournoi. Le 4 avril, lui, Bushi et Sanada perdent leur titres contre Hiroshi Tanahashi, Ricochet et Ryusuke Taguchi. Lors de Wrestling Dontaku 2017, ils battent Hiroshi Tanahashi, Ricochet et Ryusuke Taguchi et remportent les NEVER Openweight 6-Man Tag Team Championship pour la troisième fois. Lors de la deuxième nuit de la tournée War of the Worlds, ils perdent contre Bully Ray, Jay Briscoe et Mark Briscoe et ne remportent pas les ROH World Six-Man Tag Team Championship. Lors de Dominion 6.11, ils conservent leur titres dans un Gauntlet match contre Bullet Club (Yujiro Takahashi, Bad Luck Fale et Hangman Page), Chaos (Tomohiro Ishii, Toru Yano et Yoshi-Hashi), Suzuki-gun (Taichi, Yoshinobu Kanemaru et Zack Sabre, Jr.), et Taguchi Japan (Juice Robinson, Ricochet et Ryusuke Taguchi).
Lors de King of Pro Wrestling 2017, il perd contre Kazuchika Okada et ne remporte pas le IWGP Heavyweight Championship. Il participe ensuite au World Tag League 2017 avec Sanada, ou ils remportent cinq matchs pour deux défaites, se qualifiant pour la finale du tournoi. Le 11 décembre, ils battent Guerrillas of Destiny (Tama Tonga et Tanga Roa) et remportent le World Tag League 2017. 
Lors de Wrestle Kingdom 12, ils battent Killer Elite Squad (Davey Boy Smith, Jr. et Lance Archer) et remportent les IWGP Tag Team Championship. Le 6 février, ils conservent les titres contre Chaos (Hirooki Goto et Kazuchika Okada). Lors de The New Beginning in Osaka 2018, il perd contre Hirooki Goto et ne remporte pas le NEVER Openweight Championship. Lors de Wrestling Hinokuni 2018, lui et Sanada conservent leur titres contre Killer Elite Squad. Lors de Dominion 6.9, ils perdent leurs titres contre The Young Bucks (Matt Jackson et Nick Jackson). Lors de Power Struggle 2018, il perd contre Chris Jericho et ne remporte pas le IWGP Intercontinental Championship. Il participe ensuite au World Tag League 2018 avec Sanada, ou ils remportent cinq matchs pour deux défaites, se qualifiant pour la finale du tournoi. Le 11 décembre, ils battent Guerrillas of Destiny et remportent le tournoi pour la deuxième année consécutive. Lors de Wrestle Kingdom 13, ils battent The Young Bucks et Guerrillas of Destiny et remportent les IWGP Tag Team Championship pour la deuxième fois. Lors de The New Beginning In Sapporo 2019 - Tag 2, ils conservent leur titres contre Suzuki-gun (Minoru Suzuki et Zack Sabre, Jr.). Lors de Honor Rising: Japan 2019 - Tag 2, ils perdent leur titres contre Guerrillas of Destiny.
Lors de Wrestle Kingdom 14 - Tag 2, lui, Bushi et Shingo Takagi remportent les NEVER Openweight 6-Man Tag Team Championship dans un Gauntlet Match. Le 6 février 2020, ils conservent les titres contre Chaos (Hirooki Goto, Robbie Eagles et Tomohiro Ishii).

#### Bullet Club (2020-...)
En juin, il participe à la New Japan Cup 2020 où il bat au premier tour Satoshi Kojima. Lors du second tour, il bat Hirooki Goto.En quart de finale, il bat Yoshi-Hashi. En demi-finale, il bat Sanada. Le 11 juillet, il remporte le tournoi en battant Kazuchika Okada en finale. Après le match, Naito le rejoint dans le ring, mais il lui fait le geste du Too Sweet et l'attaque, trahissant Naito et Los Ingobernables de Japón, et rejoint le Bullet Club. Il affrontera Naito pour le IWGP Heavyweight Championship et le IWGP Intercontinental Championship à Dominion. Lors de Dominion in Osaka-jo Hall, il remporte le IWGP Heavyweight Championship et le IWGP Intercontinental Championship en battant Tetsuya Naitō avec l'aide de du nouveau membre du Bullet Club, Dick Togo. Comme il détient encore les NEVER Openweight 6-Man Tag Team Championship avec Bushi et Shingo Takagi malgré sa trahison, il devient le premier triple champion de l'histoire de la New Japan Pro Wrestling. Lors de Sengoku Lord In Nagoya 2020, il conserve ces titres contre Hiromu Takahashi,. Le 1er août, les NEVER Openweight 6-Man Tag Team Championship sont rendus vacants. Lors de Summer Struggle in Jingu, il perd ces titres contre Tetsuya Naitō,.
Il intègre ensuite le G1 Climax, où il termine avec un record de six victoires et trois défaites, ne parvenant pas à se qualifier pour la finale du tournoi à la suite d'une défaite contre son ancien coéquipier, Sanada.
Lors de Wrestle Grand Slam In MetLife Dome - Tag 2, il perd contre Shingo Takagi et ne remporte pas le IWGP World Heavyweight Championship. Lors de Power Struggle 2021, lui, Sho et Yujiro Takahashi battent Chaos (Hirooki Goto, Tomohiro Ishii et Yoshi-Hashi) et remportent les NEVER Openweight 6-Man Tag Team Championship.
Lors de Wrestle Kingdom 16 - Tag 1, il remporte le NEVER Openweight Championship pour la deuxième fois en battant Tomohiro Ishii, devenant double champion. Lors de Wrestling Dontaku 2022, il perd le titre contre Tama Tonga.
Lors de NOAH The New Year 2024, lui, Dick Togo, Ren Narita, Sho, Yoshinobu Kanemaru et Yujiro Takahashi perdent contre Daiki Inaba, Junta Miyawaki, Kaito Kiyomiya, Ryohei Oiwa, Shota Umino et Shūji Kondō dans un Twelve Man Tag Team Elimination Match. Lors de Wrestle Kingdom 18, lui et Ren Narita battent Kaito Kiyomiya et Shota Umino.
Lors de The New Beginning In Nagoya 2024, il bat Tama Tonga dans un Lumberjack Match et remporte le NEVER Openweight Championship pour la troisième fois.

## Palmarès
- New Japan Pro Wrestling

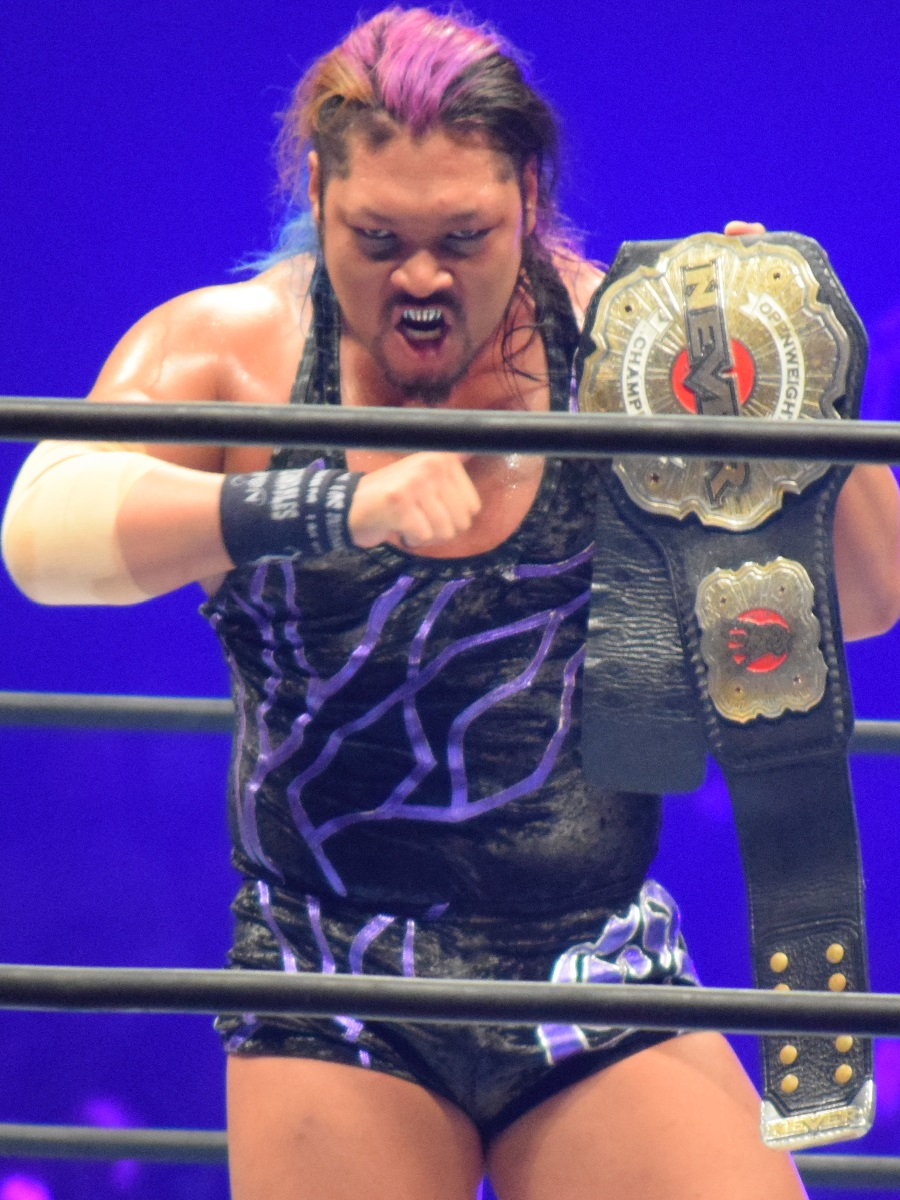
Evil en tant que NEVER Openweight Champion

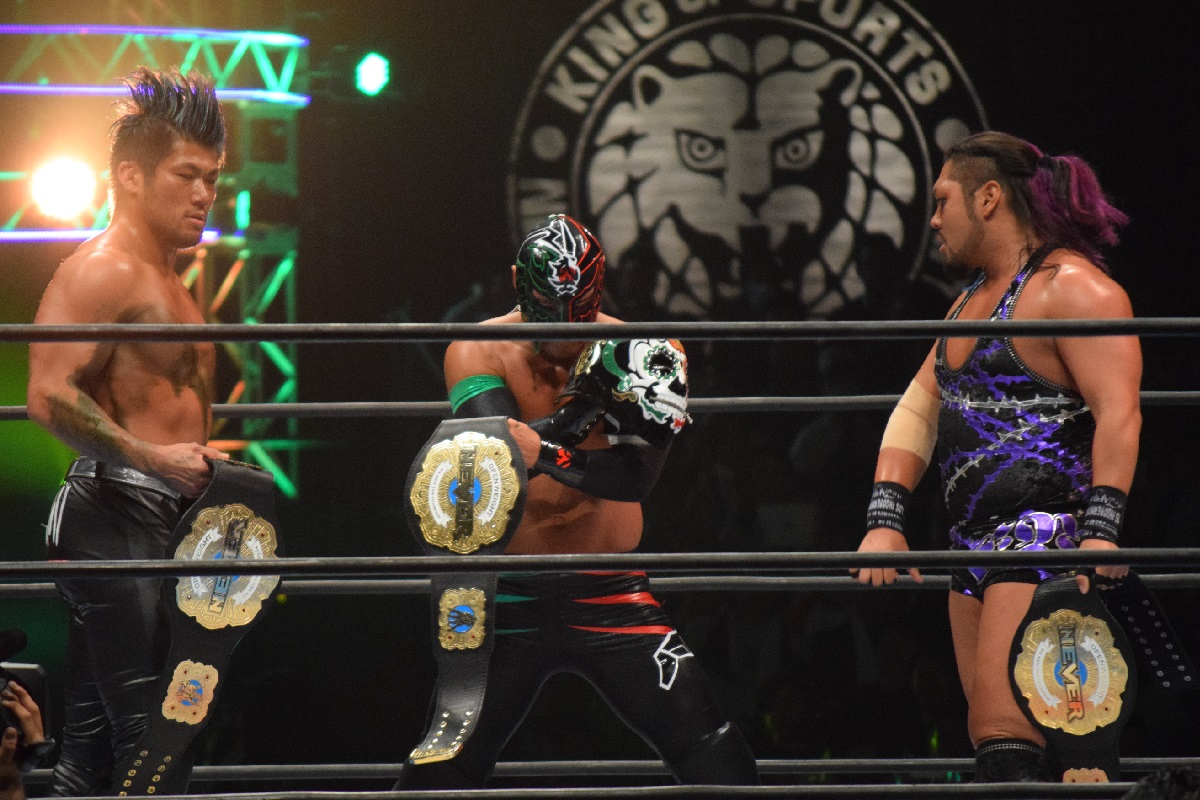
Evil, Bushi et Sanada en tant que NEVER Openweight 6-Man Tag Team Champions en février 2017

  - 1 fois IWGP Heavyweight Championship
  - 1 fois IWGP Intercontinental Championship
  - 3 fois NEVER Openweight Championship (actuel)
  - 6 fois NEVER Openweight 6-Man Tag Team Championship avec Bushi et Sanada (3), Bushi et Shingo Takagi (1) et Yujiro Takahashi et Sho (2)
  - 2 fois IWGP Tag Team Championship avec Sanada
  - World Tag League (2017, 2018) avec Sanada
  - New Japan Cup (2020)

## Récompenses des magazines
- Pro Wrestling Illustrated

| Année | 2016 | 2017 | 2018 | 2019 | 2020 | 2021 | 2022 | 2023 | 2024 |
| ----- | ---- | ---- | ---- | ---- | ---- | ---- | ---- | ---- | ---- |
| Rang  | 229  | 168  | 71   | 61   | 131  | 29   | 115  | 304  | 254  |